# Wasserschloss Oppenweiler

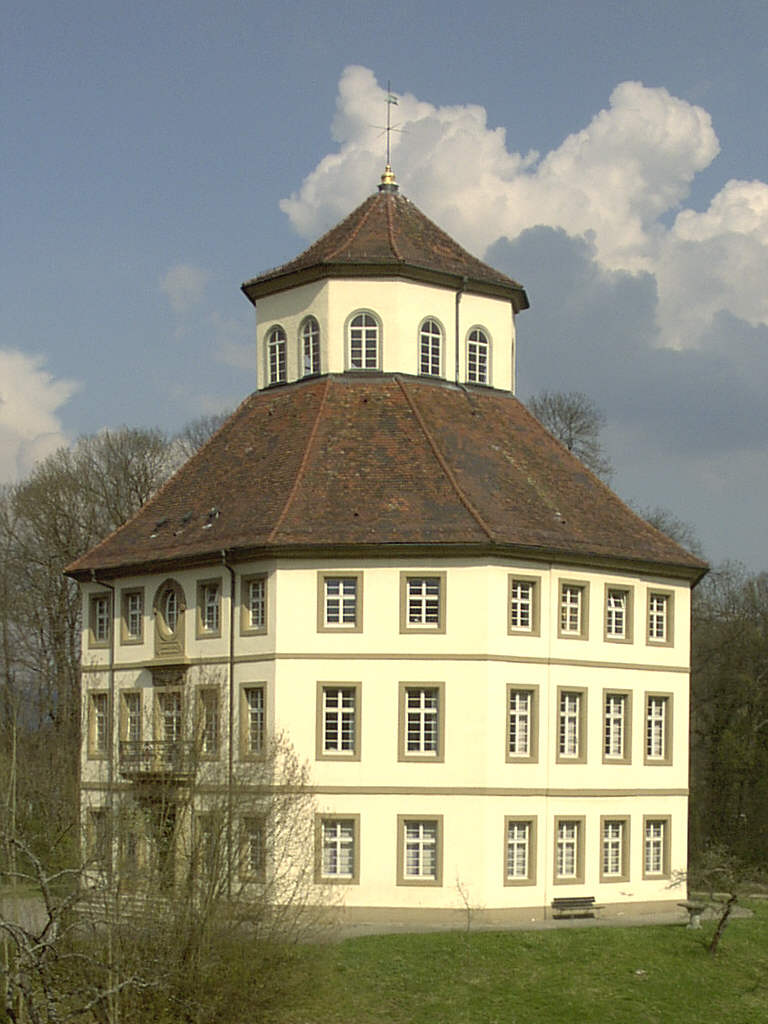
Das Wasserschloss in Oppenweiler im Jahre 2003. Erbaut 1784, seit 1939 Rathaus

Das Wasserschloss Oppenweiler ist ein im 18. Jahrhundert im klassizistischen Stil errichtetes Schloss in Oppenweiler im Rems-Murr-Kreis.

## Lage

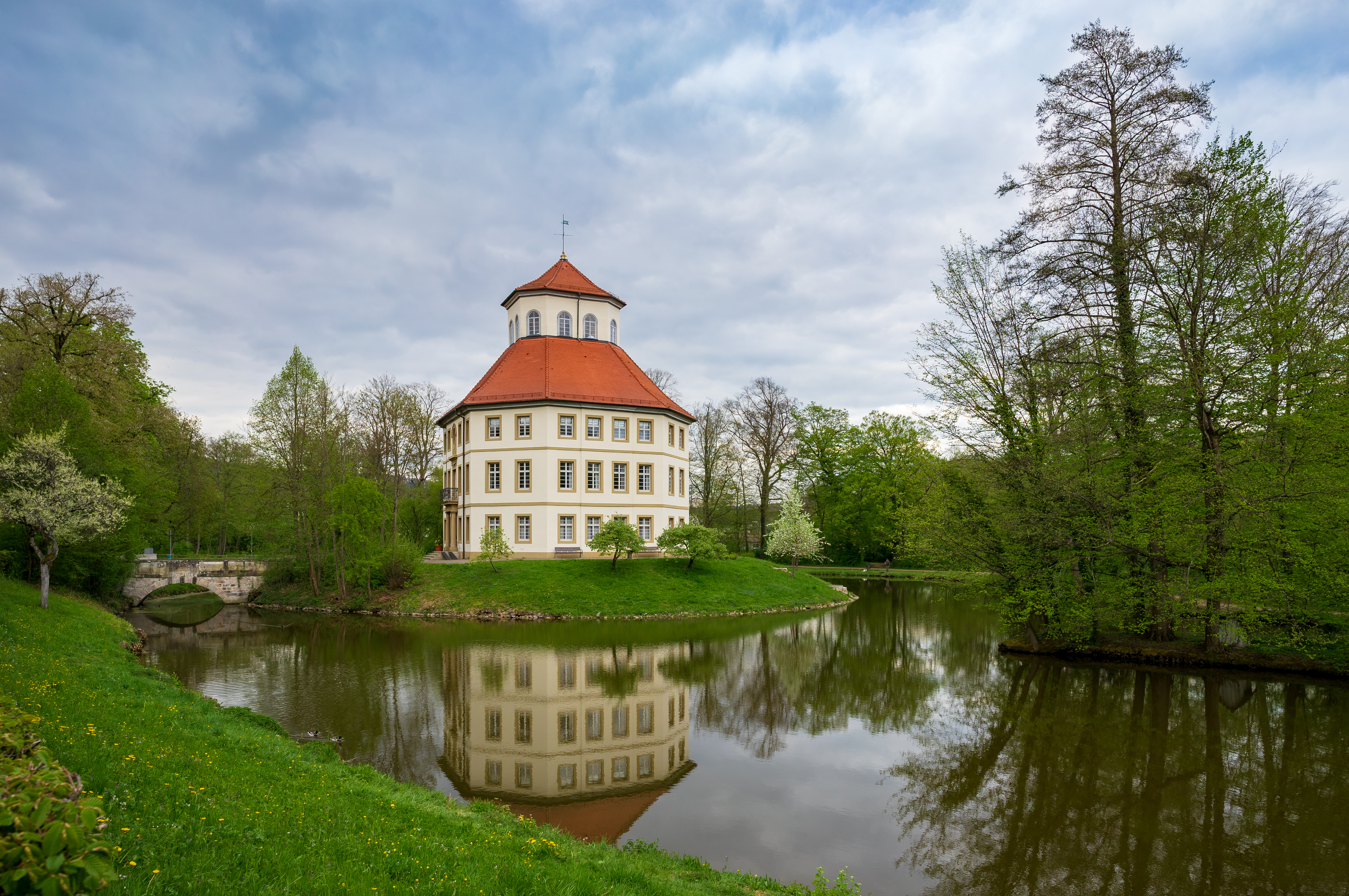
Rathaus bzw. Wasserschloss Oppenweiler im Jahr 2017. Der Schlosssee wird vom Rohrbach gespeist

Das Schloss befindet sich am östlichen Rand des alten Ortskerns auf der größeren der im Schloss-See gelegenen Inseln in der Nähe der Murr. Gespeist wird der See jedoch durch einen Abzweig vom Rohrbach, der den Park umfasst.
Über eine steinerne Brücke, die von den Wirtschaftsgebäuden am westlichen Seeufer zur Insel führt, gelangt man zum Schloss. Zum Schloss gehört außerdem ein Park, der von Friedrich Ludwig von Sckell angelegte Schlossgarten Oppenweiler, der sich um den See in nördlicher und südlicher Richtung ausbreitet. Um den See sowie um die Außengrenze des Parks führt ein Weg.

## Beschreibung
Das Schloss aus Bruchsteinen ist in Form eines ungleichseitigen Achtecks angelegt, wobei die Vorder- und Rückseite etwas länger als die Seiten- und Diagonalflächen sind. Das dreigeschossige Gebäude besteht aus der ersten Etage, welche zugleich das Hauptgeschoss darstellt und an der Nordseite den Ratssaal beherbergt, sowie einem etwas niedrigeren Erdgeschoss und einem mezzaninähnlichen zweiten Obergeschoss. Das Gebäude hat ein Zeltdach mit Pavillonaufsatz, welcher wiederum ein ungleich achtseitiges Zeltdach besitzt. An der Frontseite des Schlosses befindet sich ein Säulenportikus mit Balkon, an dessen Gitter das Wappen derer von Sturmfeder zu erkennen ist. Im zweiten Obergeschoss befindet sich mittig ein Ochsenauge, darunter ist eine Inschrifttafel mit Bau- und Renovierungsdatum angebracht. Auf der Spitze des Belvederes sitzt eine schmiedeeiserne Fahne mit der Datierung aus dem Jahr 1959, in dem eine weitere Renovierung durchgeführt wurde.

Das Innere des Schlosses ist auf das Treppenhaus in der Mitte des Gebäudes ausgerichtet. Um das Treppenhaus, das vom Erdgeschoss bis in das erste Dachgeschoss reicht, sind Wohn- und Arbeitsräume angeordnet. Das zweite Dachgeschoss und der Belvedere sind über ein separates Treppenhaus erreichbar.

## Geschichte

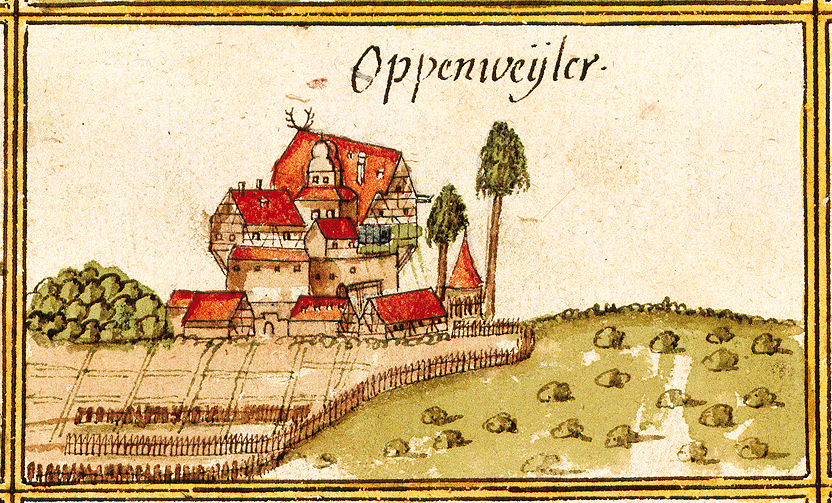
Der Vorgängerbau des Wasserschlösschens (Ansicht von Andreas Kieser, um 1686)

Das Schloss geht auf eine um 1575 erbaute Wasserburg zurück. Diese war wohl ein Fachwerkgebäude mit Ringmauer sowie einem Wirtschaftshof. 1783 wurde im Zuge des Schlossneubaus die Wasserburg komplett abgebrochen, nur Teile des Kellergewölbes blieben erhalten. 1782 wurde der Heidelberger Baumeister Johann Andreas von Traitteur von Franz Georg Sturmfeder von Oppenweiler mit der Planung eines Schlossneubaus beauftragt. Die Bauleitung führte von der Grundsteinlegung im Mai 1783 bis zum Bauende 1784 Georg Jakob Schwicker. Jedoch führten Mängel im Bau bereits 1854 zu Außen- und Innensanierungen. Unter dem Bauherrn Friedrich Carl Sturmfeder von Oppenweiler wurden u. a. die Wände und das Dach des Dachaufsätze verändert. Im Jahr 1939 wurde das Schloss Rathausgebäude der Gemeinde Oppenweiler, 1959 wurde es nochmals saniert. Die früher vorhandenen zahlreichen Schornsteine wurden rückgebaut. In den frühen 2020er Jahren wurde ein barrierefreier Zugang geschaffen, mit Rampe neben den Stufen.

## Schlossgarten
Der Schlossgarten wurde 1778 von Friedrich Ludwig Sckell angelegt, der bereits 1790 für die Familie Sturmfeder gearbeitet hatte. Der Schlossgarten enthielt wohl ursprünglich ein achteckiges Gebäude, das als Baumschule diente. 1804 wurde im Schlossgarten ein Grabmal zum Gedenken an Maria Charlotte Sturmfeder von Oppenweiler gesetzt.